# Adé, Hautes-Pyrénées
Adé  là một xã thuộc tỉnh Hautes-Pyrénées trong vùng Occitanie tây nam nước Pháp. Khu vực này có độ cao trung bình 428 mét trên mực nước biển.